# يوروكوبتر إتش إتش-65 دولفين
يوروكوبتر إتش إتش-65 دولفين هي طائرة هليكوبتر ذات محركين، ودوار رئيسي واحد، تستخدم في عمليات الإخلاء الطبي والبحث والإنقاذ تشغل من قبل حرس السواحل الأمريكي. وهي الطراز البديل من المروحية الفرنسية يوروكوبتر إيه إس 365 دوفين.

## التصميم

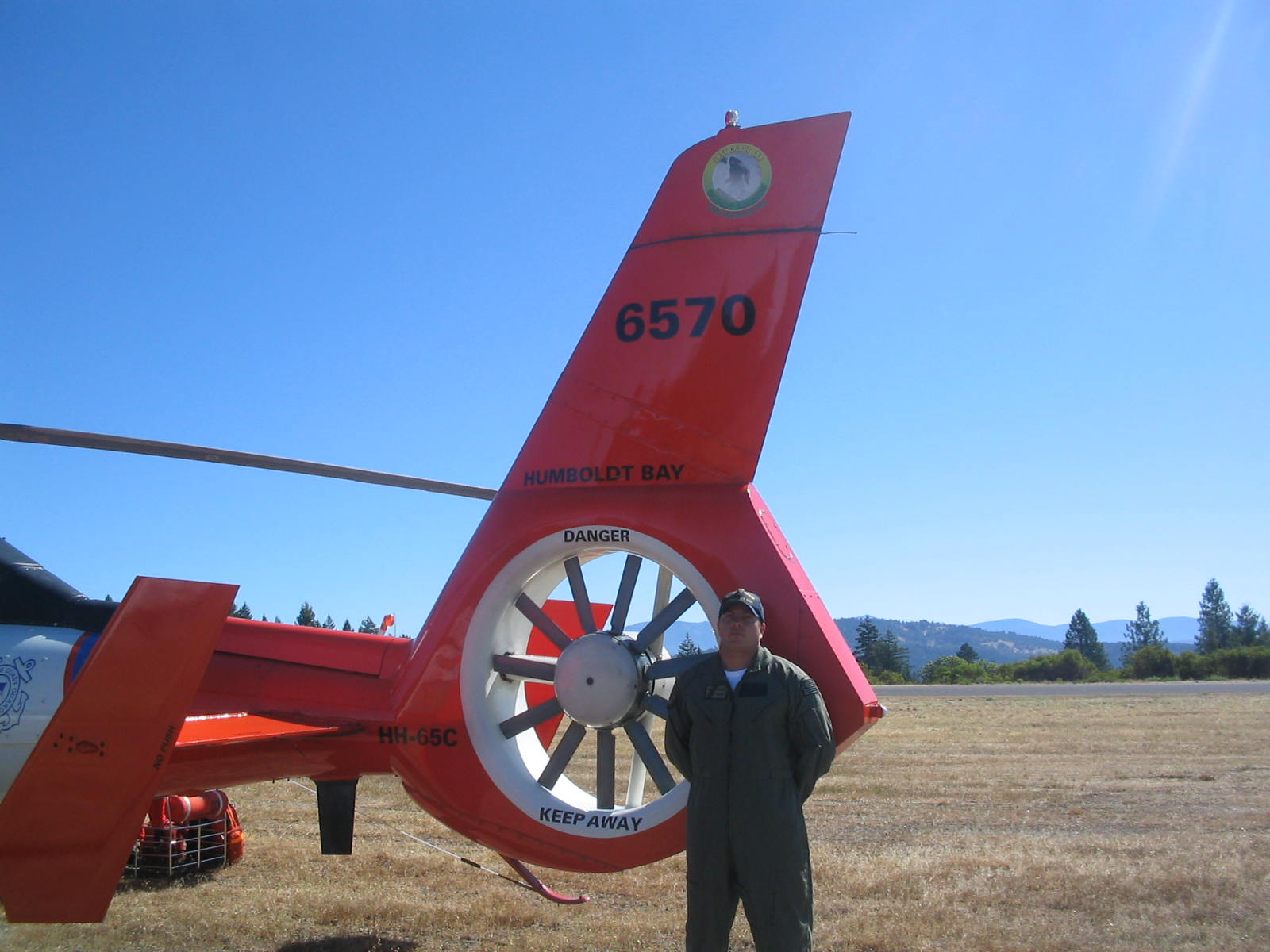
فينيسترون (Fenestron) على "إتش إتش-65سي"

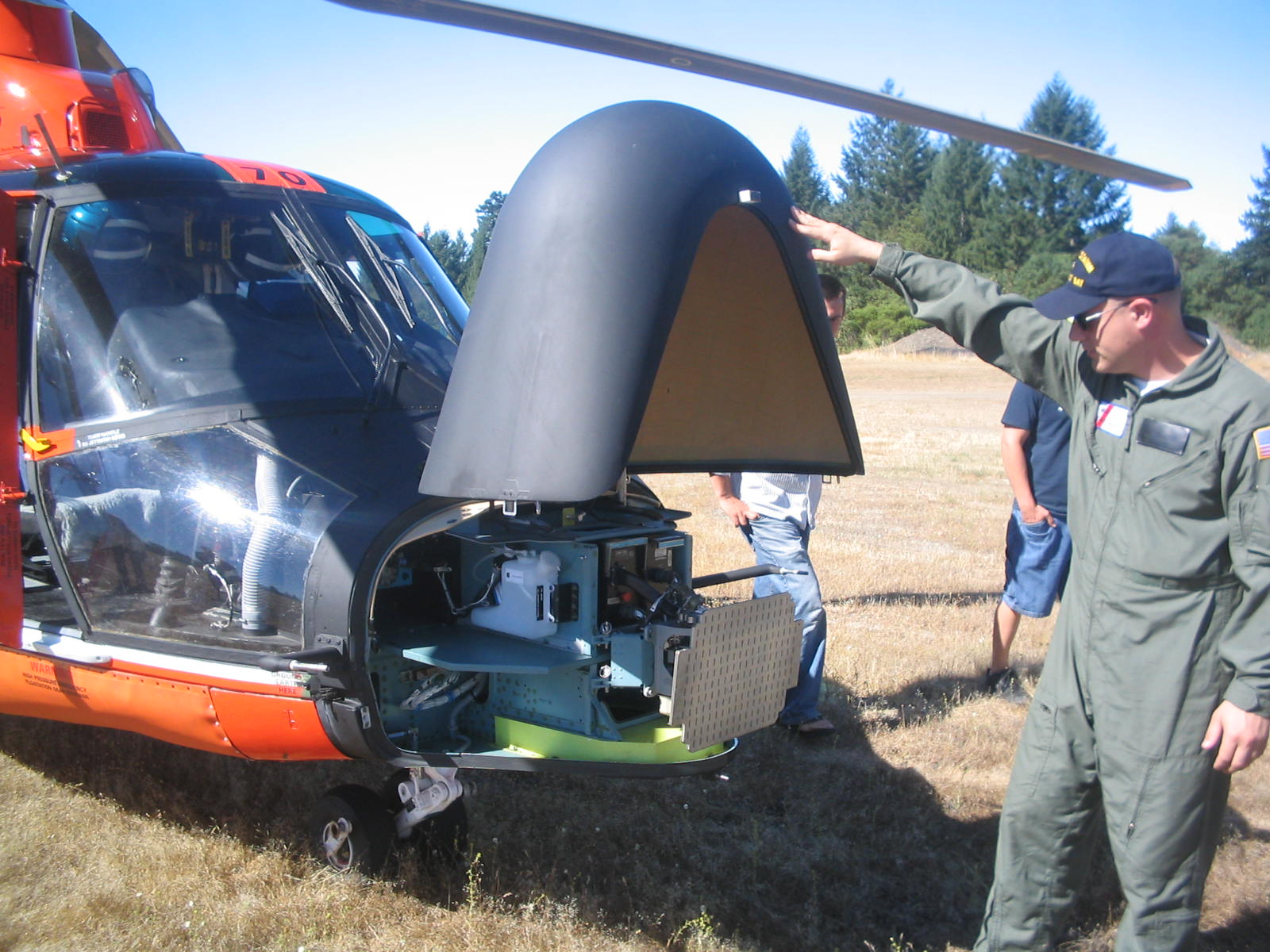
رادار إتش إتش-65سي

## المتغيرات

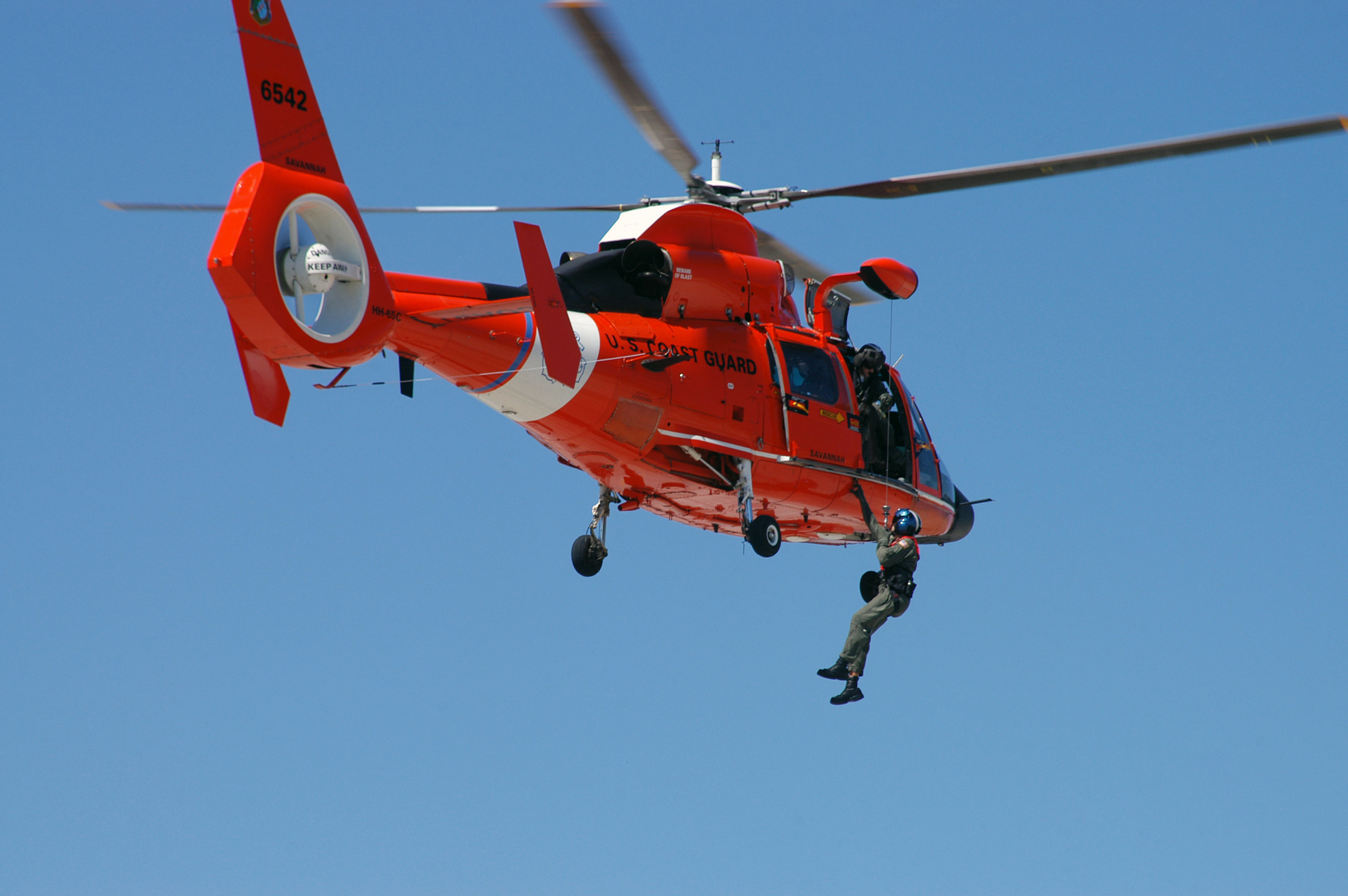
Members of USCG Air Station Savannah use a USCG HH-65C demonstrating a helicopter rescue

HH-65A
HH-65B
HH-65C
MH-65C
MH-65D
MH-65E

## المشغلون
إسرائيل
- القوات الجوية الإسرائيلية[1]

- - السرب 193

 الولايات المتحدة
- حرس السواحل الأمريكي[2]
  - CGAS Atlantic City[3]
  - Coast Guard ATC[4]
  - CGAS Barbers Point [5]
  - CGAS Borinquen [6]
  - CGAS Corpus Christi[7]
  - CGAS Detroit [8]
  - CGAS Houston[9]
  - CGAS Humboldt Bay[10]
  - CGAS Kodiak[11]
  - CGAS Los Angeles [12]
  - CGAS Miami [13]
  - CGAS New Orleans[14]
  - CGAS North Bend[15]
  - CGAS Port Angeles[16]
  - CGAS San Francisco [17]
  - CGAS Savannah[18]
  - CGAS Traverse City[19]

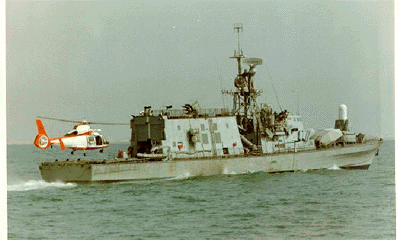
Israeli Air Force HH-65 operating with a Sa'ar 4.5-class missile boat

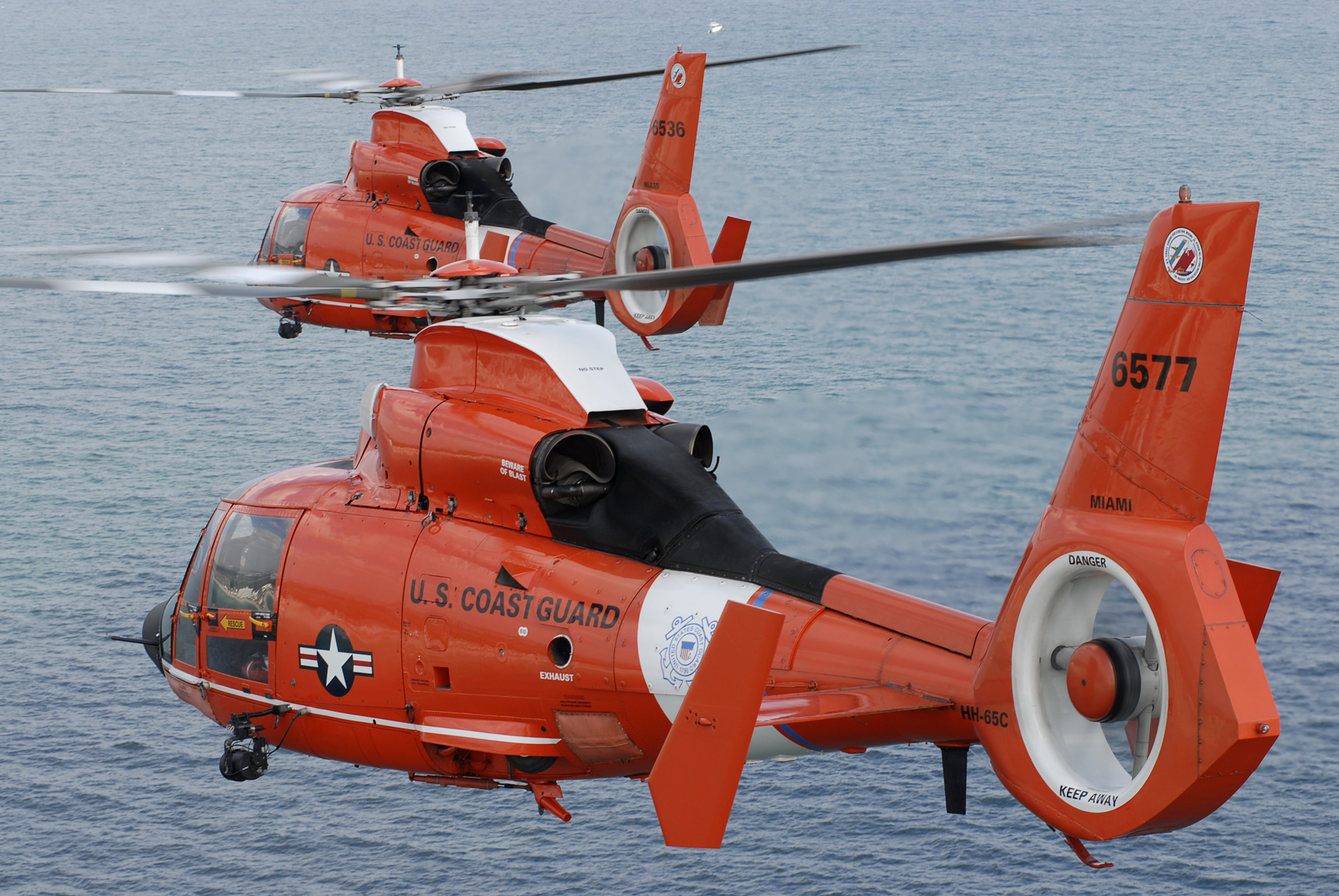
HH-65C Dolphins of the حرس السواحل الأمريكي

  - Helicopter Interdiction Tactical Squadron[20]

## مواصفات (MH-65C)
البيانات من حرس السواحل الأمريكي
الخصائص العامة
- طاقم: 2 pilots and 2 crew
- طول: 11.6 م (38 قدم 1 بوصة)
- ارتفاع: 4 م (13 قدم 1 بوصة)
- الوزن فارغة: 3,128 كـغ (6,896 رطل)
- وزن الإقلاع الأقصى: 4,300 كـغ (9,480 رطل)
- محركات: 2 × Turbomeca Arriel 2C2-CG turboshaft engines, 636 كـو (853 حصان) الواحد
- قطر الدوار الرئيسي:  11.9 م (39 قدم 1 بوصة)
- مساحة الدوار الرئيسي: 38.54 م2 (414.8 قدم2)

أداء
- السرعة القصوى: 333 كم/س؛ 207 ميل/س (180 عقدة)
- مدى: 658 كـم (409 ميل؛ 355 nmi)
- سقف الخدمة: 5,486 م (17,999 قدم)

تسليح

- مدفع رشاش:
- 1 x 7.62×51 ملم ناتو أم 240
- 1 x باريت إم82 0.50 بوصة (12.70 مـم) caliber precision rifle

## وصلات خارجية
- HH-65 Depot Maintenance page and Flight Training page on CoastGuardchannel.com
- Fatal Coast Guard crashes on check-six.com